# Byron (Minnesota)
Byron é uma cidade localizada no estado americano de Minnesota, no Condado de Olmsted.

## Demografia
Segundo o censo americano de 2000, a sua população era de 3500 habitantes. 
Em 2006, foi estimada uma população de 4511, um aumento de 1011 (28.9%).

## Geografia
De acordo com o United States Census Bureau tem uma área de 
3,7 km², dos quais 3,7 km² cobertos por terra e 0,0 km² cobertos por água. Byron localiza-se a aproximadamente 383 m acima do nível do mar.

## Localidades na vizinhança
O diagrama seguinte representa as localidades num raio de 20 km ao redor de Byron. 